# ケニイモア
ケニイモア（欧字名:Kenny Mor、1953年3月11日 - 1967年4月22日）は、日本の競走馬、繁殖牝馬である。1958年に中山大障碍史上初の連覇を達成した。 「障害界の華麗なる一族」の出身として知られる。

## 経歴

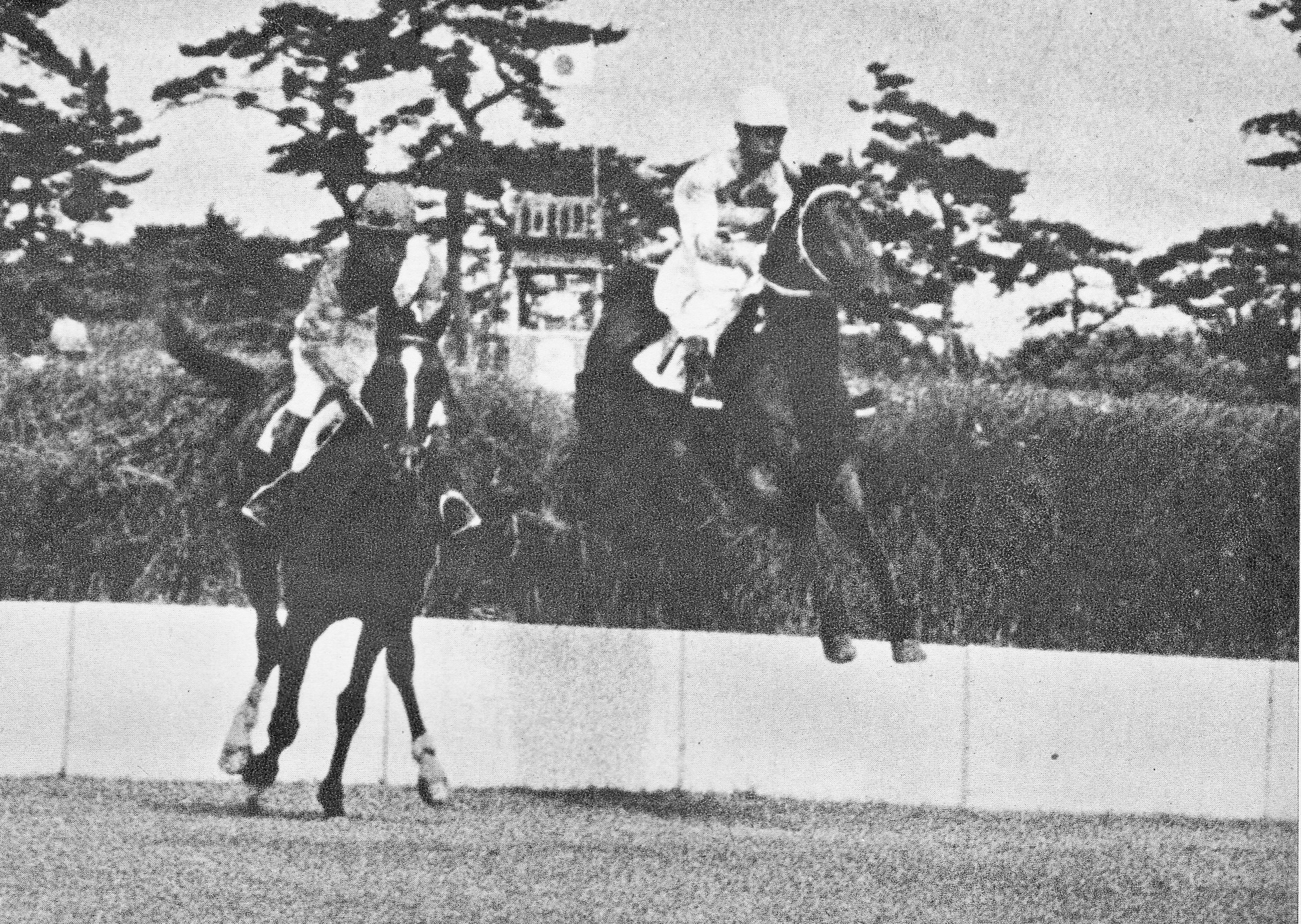
中山大障碍（春）
大竹柵を飛越するケニイモア（右）とニユーヨーク

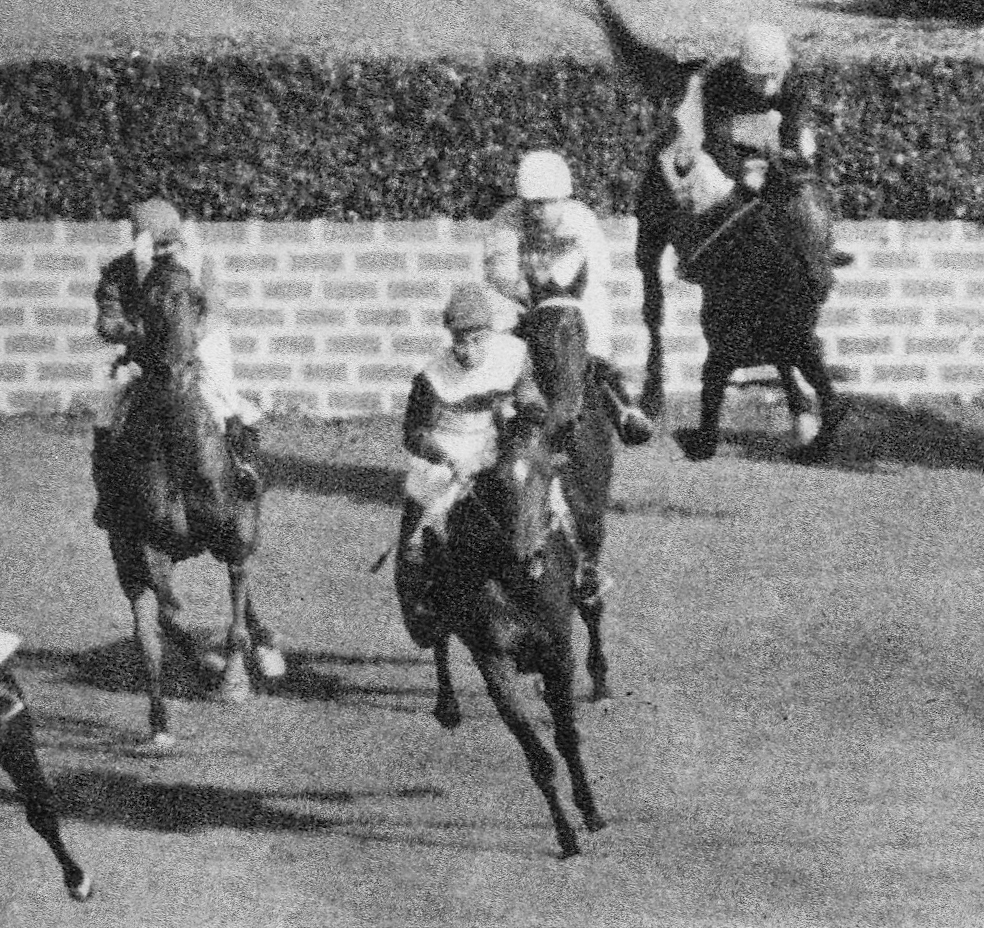
中山大障碍（秋）
大土塁飛越後のケニイモア（右から2番目）

1955年11月12日に3歳新馬でデビューしたが、バリアー前で落ち着かず蹴り、後退のため外枠発走となり12頭立ての5着に敗れた。なお、この競走のみケンニーという馬名で出走したが、年が明けて4歳となった2戦目からはケニイモアに改名している。平地では1957年5月までに23戦して条件戦を3勝と振るわず、同年6月から障害競走に転向した。
障害競走でも初戦からいずれも6頭立てで5着、4着、5着と敗れ、夏の函館で再び平地に出走するが10月から障害に復帰。復帰初戦は3着という結果に終わったが、続く阪神の競走で蹴り、後退のため第2列より発走しながら2着のロンプに3馬身半の差をつけて障害戦初勝利を挙げた。次走の障碍特別も外枠発走ながら1着となり、京都のオープンにも勝って3連勝となったが、続く阪神のオープンでまたも外枠発走の処分を受け、グランドミスナンにクビ差敗れて4連勝はならなかった。
1958年に入ると一気に力をつけたニユーヨークや障害経験の長いロンプに歯が立たず連敗を続けるが、京都大障碍を前にオープンで4kgの斤量差を活かしニユーヨークを3/4馬身の差で破り、8戦ぶりの勝利を挙げた。
そして本番の京都大障碍では同年になってニユーヨークを破ったもう1頭のロンプが脚部不安のため登録せず、ニユーヨークが大本命となった。ケニイモアはニユーヨークと同じ55kgでの出走のため3番人気となったが、レースでは逃げるニユーヨークをユーシユンとともに追い込み、ハナ差の2着と健闘した。
その後ニユーヨークとともに中山大障碍を目指して東上。前哨戦となった2050mのオープンでニユーヨークは2着のアサハルや3着のギンセイを相手にせず軽々と逃げ切ったが、ケニイモアは15kg増の調整不足が影響して4着に敗れた。
中山大障碍を前に前年から連戦連勝だった5歳牝馬のニンジンが3月に落馬事故で死亡。2番手と目されたギンセイも回避し、東京障碍特別を勝ったイシカリもその時に負った傷の影響で回避となり、関東馬は低調な顔ぶれとなった。本番は6頭立てとなり、ニユーヨークが圧倒的1番人気となった。しかしレースでは前半まではニユーヨークとケニイモアが先行争いをしたものの、大土塁を越えてニユーヨークが一気に失速。結局向正面からはケニイモアの独走となり、追い込んできた最低人気のアサハルに15馬身の大差をつけて優勝した。
秋は早めに東上し東京のオープン戦に出走したが2kg重いユーシユンに完敗して3着。その後脚を痛め、腹痛を起こして調教を休んでいたが結局秋の大障碍には出走することを決定した。本番は障害入り10戦6勝で今度はケニイモアより2kg軽い56kgを背負うユーシユンが1番人気、福島から障害入りして6戦5勝の4歳馬ホリホツクが2番人気で、ケニイモアは再び3番人気での出走となった。この時点では鞍上の目時重男も上位2頭には到底かなわないと思ったという。レースではケニイモアがまず先頭に立ったが、大竹柵でユーシユンが先頭を奪いホリホツクも2番手にあがりケニイモアは徐々に後退していった。しかし大生垣の飛越でユーシユンが躓き鞍上の本田昌雄が落馬。かわって先頭に立ったホリホツクをケニイモアが直線手前で抜き去り、ゴールではホリホツクに6馬身の差をつけ、ヤマカブトのレコードを1.4秒更新するレコードで大障碍初の連覇を達成した。
その後、京都大障碍（秋）を目指して関西に戻ったが脚部を故障して回避。そのまま11月30日に登録を抹消して繁殖入りした。直仔では1960年に産まれたケニイライト（父ライジングフレーム）がダービー7着、1964年の鳴尾記念2着の成績を残し、また1965年に産まれたフサキネン（父ガーサント）はダービー2着のグランパズドリームを産んでいる。

## 競走成績（障害競走のみ）
| 年月日 | 年月日 | 競馬場 | 競走名             | 頭数 | 人気 | 着順 | 騎手 | 斤量 | 距離（馬場）   | タイム  | 着差   | 1着馬/（2着馬）  | 斤量 |
| 1957   | 6.2    | 阪神   | サラ系障碍60万以下 | 6    | 6人  | 5着  | 坂内 | 53   | 障2380（良）   | 2:42.0  | 3.8    | トツプオー       | 58   |
|        | 6.16   | 阪神   | サラ系障碍50万以下 | 6    | 6人  | 4着  | 坂内 | 53   | 障2380（良）   | 2:38.4  | 1.0    | ミスモンロー     | 53   |
|        | 6.23   | 阪神   | サラ系障碍1勝以下  | 6    | 3人  | 5着  | 坂内 | 53   | 障2600（良）   | 2:55.2  | 1.2    | トヨノボリ       | 53   |
|        | 10.6   | 京都   | サラ系障碍20万以下 | 5    | 3人  | 3着  | 清水 | 53   | 障2300（稍重） | 2:39.4  | 0.8    | マヤハタ         | 54   |
|        | 10.20  | 阪神   | サラ系障碍20万以下 | 12   | 3人  | 1着  | 玉田 | 53   | 障2380（良）   | 2:38.6  | -0.6   | （ロンプ）       | 54   |
|        | 11.2   | 阪神   | 障碍特別           | 7    | 3人  | 1着  | 玉田 | 54   | 障2600（良）   | 2:51.6  | クビ   | （ワカクリゲ）   | 62   |
|        | 11.16  | 京都   | サラ系障碍         | 5    | 2人  | 1着  | 玉田 | 54   | 障2470（良）   | 2:46.4  | クビ   | （トツプオー）   | 58   |
|        | 12.7   | 阪神   | サラ系障碍         | 7    | 1人  | 2着  | 玉田 | 54   | 障2380（良）   | 2:37.0  | クビ   | グランドミスナン | 54   |
|        | 12.29  | 阪神   | 障碍特別           | 6    | 3人  | 4着  | 玉田 | 56   | 障2600（不良） | 2:56.0  | 2.8    | ヨドノカゼ       | 58   |
| 1958   | 1.5    | 京都   | サラ系障碍         | 7    | 2人  | 4着  | 玉田 | 54   | 障2470（稍重） | 2:46.8  | 0.4    | ヨドノカゼ       | 58   |
|        | 1.19   | 京都   | 障碍特別           | 7    | 3人  | 3着  | 玉田 | 54   | 障2900（良）   | 3:17.4  | 2.0    | ニユーヨーク     | 53   |
|        | 3.8    | 阪神   | サラ系障碍         | 6    | 4人  | 3着  | 玉田 | 54   | 障2380（稍重） | 2:39.6  | 1.2    | ニユーヨーク     | 57   |
|        | 3.23   | 阪神   | 障碍特別           | 5    | 2人  | 2着  | 玉田 | 55   | 障2600（良）   | 2:56.0  | アタマ | ロンプ           | 54   |
|        | 4.5    | 京都   | サラ系障碍         | 6    | 1人  | 3着  | 玉田 | 54   | 障2900（良）   | 3:18.0  | 0.8    | ニユーヨーク     | 58   |
|        | 4.27   | 京都   | サラ系障碍         | 5    | 4人  | 1着  | 玉田 | 53   | 障2470（稍重） | 2:45.6  | -0.2   | （ニユーヨーク） | 57   |
|        | 5.5    | 京都   | 京都大障碍         | 6    | 3人  | 2着  | 玉田 | 55   | 障3100（良）   | 3:34.4  | ハナ   | ニユーヨーク     | 55   |
|        | 6.7    | 中山   | サラ系障碍         | 5    | 4人  | 4着  | 目時 | 55   | 障2050（良）   | 2:17.4  | 0.8    | ニユーヨーク     | 60   |
|        | 6.29   | 中山   | 中山大障碍（春）   | 6    | 3人  | 1着  | 目時 | 55   | 障4100（良）   | 4:47.0  | -2.2   | （アサハル）     | 54   |
|        | 9.14   | 東京   | サラ系障碍         | 7    | 2人  | 3着  | 目時 | 56   | 障2100（良）   | 2:22.8  | 0.8    | ユーシユン       | 58   |
|        | 10.12  | 中山   | 中山大障碍（秋）   | 6    | 3人  | 1着  | 目時 | 58   | 障4100（良）   | R4:44.8 | -1.0   | （ホリホツク）   | 56   |

## 血統表
| ケニイモアの血統 （タッチストン系 / St. Frusquin 5×5=6.25%） | ケニイモアの血統 （タッチストン系 / St. Frusquin 5×5=6.25%） | ケニイモアの血統 （タッチストン系 / St. Frusquin 5×5=6.25%） | （血統表の出典）      | （血統表の出典）      |
| 父 クモハタ 1936 栗毛                                        | 父の父*トウルヌソル Tournesol 1922 鹿毛                      | Gainsborough                                                 | Bayardo               | Bayardo               |
| 父 クモハタ 1936 栗毛                                        | 父の父*トウルヌソル Tournesol 1922 鹿毛                      | Gainsborough                                                 | Rosedrop              |                       |
| 父 クモハタ 1936 栗毛                                        | 父の父*トウルヌソル Tournesol 1922 鹿毛                      | Soliste                                                      | Prince William        | Prince William        |
| 父 クモハタ 1936 栗毛                                        | 父の父*トウルヌソル Tournesol 1922 鹿毛                      | Soliste                                                      | Sees                  |                       |
| 父 クモハタ 1936 栗毛                                        | 父の母*星旗 Fairy Maiden 1924 栗毛                           | Gnome                                                        | Whisk Broom           | Whisk Broom           |
| 父 クモハタ 1936 栗毛                                        | 父の母*星旗 Fairy Maiden 1924 栗毛                           | Gnome                                                        | Faiery Sprite         |                       |
| 父 クモハタ 1936 栗毛                                        | 父の母*星旗 Fairy Maiden 1924 栗毛                           | Tuscan Maiden                                                | Maiden Erlegh         | Maiden Erlegh         |
| 父 クモハタ 1936 栗毛                                        | 父の母*星旗 Fairy Maiden 1924 栗毛                           | Tuscan Maiden                                                | Tuscan Red            |                       |
| 母 千鳥甲 1938 鹿毛（サラ系）                                | 母の父カブトヤマ 1930 鹿毛                                   | *シアンモア                                                  | Buchan                | Buchan                |
| 母 千鳥甲 1938 鹿毛（サラ系）                                | 母の父カブトヤマ 1930 鹿毛                                   | *シアンモア                                                  | Orlass                |                       |
| 母 千鳥甲 1938 鹿毛（サラ系）                                | 母の父カブトヤマ 1930 鹿毛                                   | アストラル                                                   | *チヤペルブラムプトン | *チヤペルブラムプトン |
| 母 千鳥甲 1938 鹿毛（サラ系）                                | 母の父カブトヤマ 1930 鹿毛                                   | アストラル                                                   | 種義                  |                       |
| 母 千鳥甲 1938 鹿毛（サラ系）                                | 母の母磯千鳥 1925 栗毛（サラ系）                             | *ガロン                                                      | Gallinule             | Gallinule             |
| 母 千鳥甲 1938 鹿毛（サラ系）                                | 母の母磯千鳥 1925 栗毛（サラ系）                             | *ガロン                                                      | Flair                 |                       |
| 母 千鳥甲 1938 鹿毛（サラ系）                                | 母の母磯千鳥 1925 栗毛（サラ系）                             | 浪千鳥（サラ系）                                             | *ラシカツター         | *ラシカツター         |
| 母 千鳥甲 1938 鹿毛（サラ系）                                | 母の母磯千鳥 1925 栗毛（サラ系）                             | 浪千鳥（サラ系）                                             | 第一天の川（サラ系）  |                       |

- 父は1952年から6年連続リーディングサイアーとなったクモハタ。母は血統不詳の天ノ川から続くサラ系の千鳥甲であり、メイレキという競走馬名で1941年に中山四歳牝馬特別5着、阪神優駿牝馬3着の成績を挙げた。半兄に京都大障碍2勝のダイニカツフジ、全姉に中山大障碍、東京障碍特別を勝ったヤマカブト、重賞勝ちこそないものの半兄のカクセイも障害で実績を残した障害一族で、他にも半姉に桜花賞、菊花賞を制した2冠馬ブラウニーがいる。